# Rada Ochrony Pamięci Walk i Męczeństwa

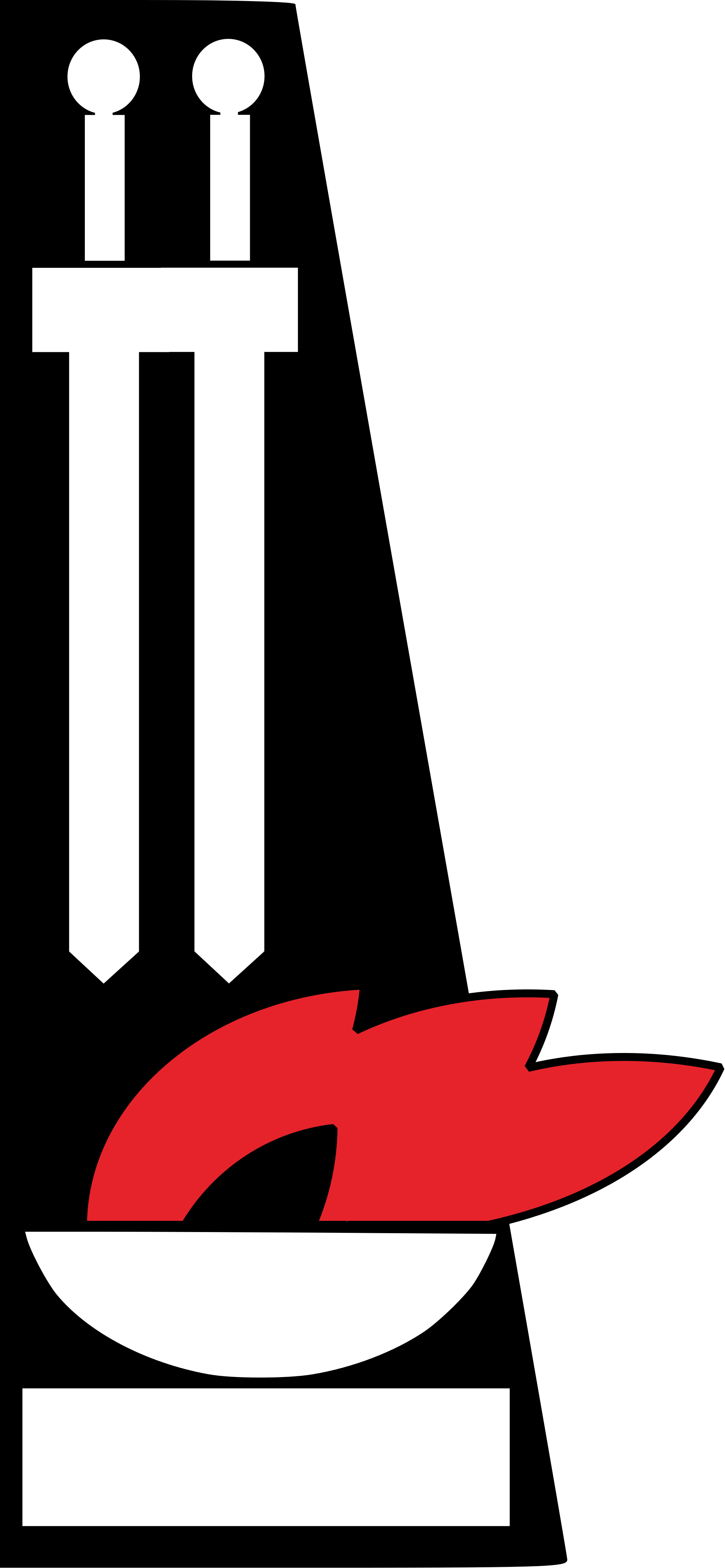
Logo des Rates zur Bewahrung des Gedenkens an Kampf und Martyrium

Rada Ochrony Pamięci Walk i Męczeństwa (deutsch: Rat zur Bewahrung des Gedenkens an Kampf und Martyrium, „Gedenkstättenrat“) war eine staatliche Institution in Polen, die für Betreuung nationaler Gedenkstätten und Soldatenfriedhöfe, die Organisation von Gedenkveranstaltungen, Veröffentlichungen und Ausstellungen zum Gedenken des Freiheitskampfes und der Opfer zuständig war.
Der 1947 gegründete Rat war dem Ministerium für Kultur und nationales Erbe unterstellt. Befasste er sich während der Volksrepublik Polen vor allem mit Verbrechen der deutschen Besatzer während des Zweiten Weltkriegs, so wurden nach der politischen Wende von 1989 unter dem Generalsekretär Andrzej Przewoźnik stalinistische Verbrechen ein weiterer Schwerpunkt seiner Täterkeit.
2016 wurde der Rat von der Regierung unter Beata Szydło aufgelöst, seine Dokumentationen übernahm das Institut für Nationales Gedenken (IPN).